# Voyage of the Acolyte
Voyage of the Acolyte är ett studioalbum av Steve Hackett. Det utgavs 1975 och är Hacketts första soloalbum. Musikaliskt är det progressiv rock och experimentellt. Albumet släpptes året då Peter Gabriel hoppade av musikgruppen Genesis, och Steve Hackett tillsammans med de övriga kvarvarande medlemmarna var inne i en period där de inte visste på vilket sätt Genesis skulle fortsätta.

## Låtförteckning
1. "Ace of Wands"  – 5:23
2. "Hands of the Priestess Part 1"  – 3:28
3. "A Tower Struck Down" (Steve Hackett/John Hackett)  – 4:53
4. "Hands of the Priestess Part 2"  – 1:31
5. "The Hermit"  – 4:49
6. "Star of Sirius"  – 7:08
7. "The Lovers"  – 1:50
8. "Shadow of the Hierophant" (Steve Hackett/Mike Rutherford)  – 11:44